# 后布吕尔
后布吕尔（德語：Hinterbrühl）是奥地利下奥地利州默德灵县的一个市镇。总面积16.93平方公里，总人口4002人，人口密度236.4人/平方公里（2005年）。